# NGC 6883
NGC 6883 (również OCL 148) – gromada otwarta znajdująca się w gwiazdozbiorze Łabędzia. Odkrył ją John Herschel 19 sierpnia 1828 roku. Jest położona w odległości ok. 4,5 tys. lat świetlnych od Słońca.